# Véhicule électrique en Finlande

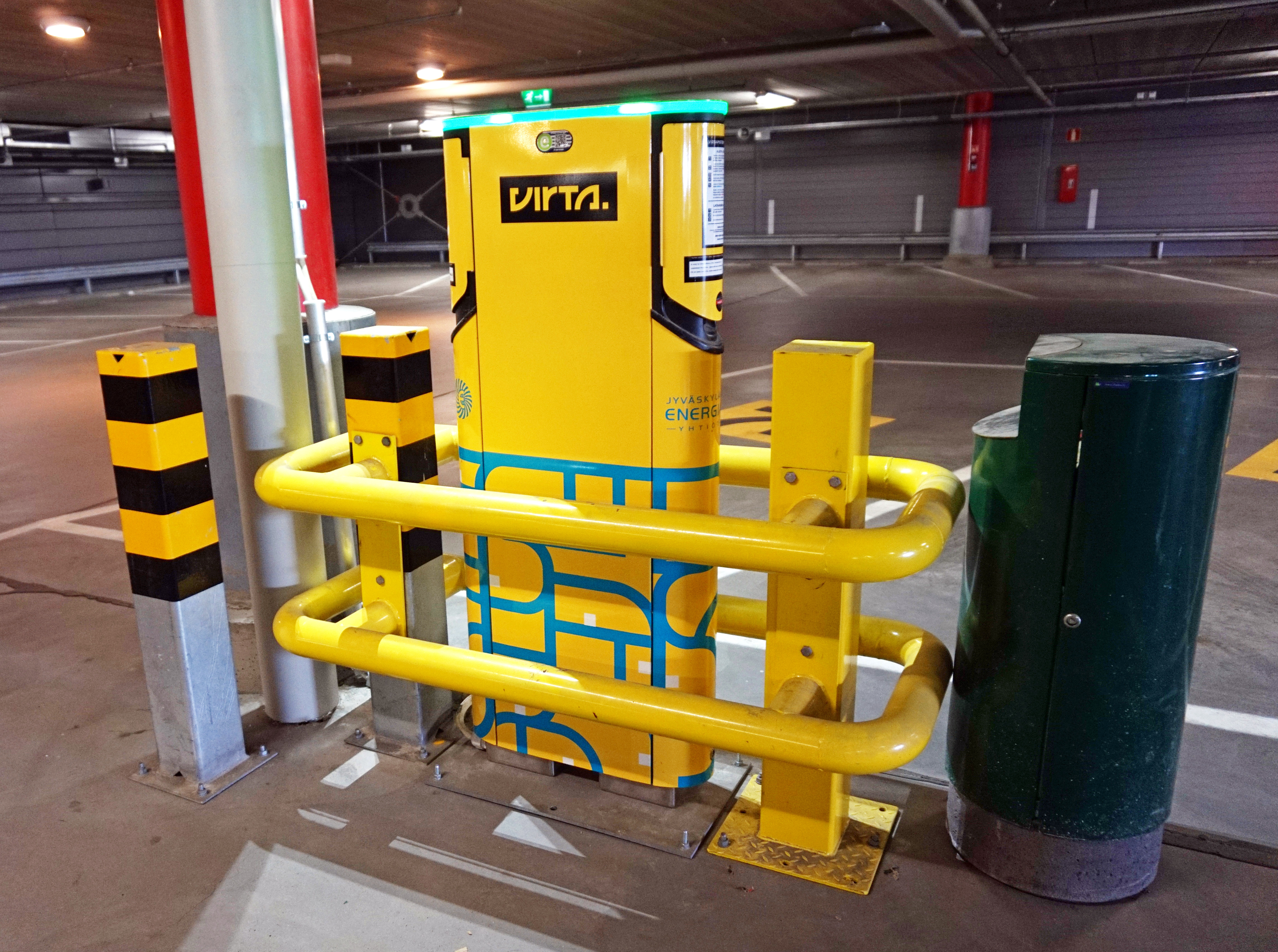
Borne de recharge électrique à Jyväskylä dans le sud de la Finlande en 2016.

Le véhicule électrique en Finlande connaît une croissance rapide. En 2021, 31% des nouveaux véhicules immatriculés en Finlande sont électriques. En mars 2022, le pays compte plus de 100 000 véhicules électriques. 

## Statistiques
En mai 2021, la Volkswagen ID.4 est la voiture électrique la plus vendue en Finlande.

## Politique gouvernementale
En 2018, le gouvernement finlandais offre un crédit d'impôt de 2000 euros pour l'achat d'un véhicule électrique.

## Bornes de recharge
En décembre 2020, le pays compte 1 302 stations de recharge électrique.

## Opinion publique
Dans un sondage réalisé en 2022 par Tori Auto, un peu plus de la moitié des personnes interrogées en Finlande ont déclaré qu'elles n'étaient pas disposées à acheter une voiture électrique pour leur prochain achat de véhicule, contre 30 % pour la Norvège et la Suède, et 23 % pour le Danemark.